# Districte d'Aurenja
El districte d'Aurenja fou una subdivisió administrativa francesa del departament de la Valclusa creada el 17 de febrer de 1800 i suprimida el 10 de setembre de 1926. Els cantons van ser units als districtes d'Avinyó i de Carpentras.
Comprenia els cantons de Beaumes-de-Venise, Bollène, Malaucène, Orange (dos cantons), Vaison-la-Romaine i Valréas.